# 마쓰다이라 쓰네오

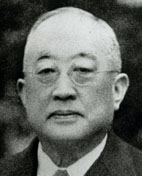
참의원의장 시절의 마쓰다이라 쓰네오

마쓰다이라 쓰네오(松平恆雄)는 일본의 외교관, 정치인이다. 외무차관, 영국 주재 일본 대사, 미국 주재 일본 대사, 궁내대신, 참의원의장 등을 역임하였다. 위계는 종1위, 훈등은 훈1등.
옛 아이즈번주이자 교토 수호직을 맡았던 마쓰다이라 가타모리의 6남으로 후쿠시마현 아이즈와카마쓰시 오야쿠엔(御薬園)에서 태어났다.

## 같이 보기
- 미부치 다다히코